# Cyperus bellus
Cyperus bellus är en halvgräsart som beskrevs av Carl Sigismund Kunth. Cyperus bellus ingår i släktet papyrusar, och familjen halvgräs. Inga underarter finns listade i Catalogue of Life.